# Haltérophilie aux Jeux olympiques d'été de 2016 - Moins de 94 kg hommes
Navigation
Londres 2012 Tokyo 2020
L'épreuve des moins de 94 kg en haltérophilie des Jeux olympiques d'été de 2016 a lieu le 13 août 2016 au Riocentro de Rio de Janeiro.

## Programme
Heure de Rio (UTC−03:00)
| Date         | Horaire | Épreuve  |
| ------------ | ------- | -------- |
| 13 août 2016 | 15 h 30 | Groupe B |
| 13 août 2016 | 19 h 30 | Groupe A |

## Médaillés

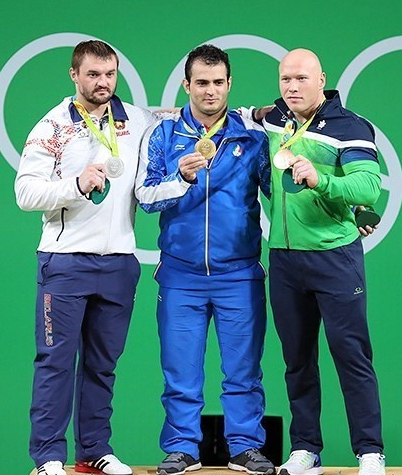
Le podium de l’épreuve : de gauche à droite : Straltsou, Moradi et Didžbalis.

| Or            | Argent           | Bronze            |
| Sohrab Moradi | Vadzim Straltsou | Aurimas Didžbalis |

## Records
Avant la compétition, les records du monde et olympiques sont les suivants.
| Record du monde  | Arraché     | Akakios Kakiasvilis (GRE) | 188 kg | Athènes, Grèce    | 27 novembre 1999  |
| Record du monde  | Épaulé-jeté | Szymon Kołecki (POL)      | 232 kg | Sofia, Bulgarie   | 29 avril 2000     |
| Record du monde  | Total       | Akakios Kakiasvilis (GRE) | 412 kg | Athènes, Greece   | 27 novembre 1999  |
| Record olympique | Arraché     | Kourosh Bagheri (IRI)     | 187 kg | Sydney, Australie | 24 septembre 2000 |
| Record olympique | Épaulé-jeté | Szymon Kołecki (POL)      | 224 kg | Pékin, Chine      | 17 août 2008      |
| Record olympique | Total       | Milen Dobrev (BUL)        | 407 kg | Athènes, Grèce    | 23 août 2004      |

## Résultats
| Rang                                | Athlète                   | Groupe | Poids de l’athlète | Arraché (kg) | Arraché (kg) | Arraché (kg) | Arraché (kg) | Épaulé-jeté (kg) | Épaulé-jeté (kg) | Épaulé-jeté (kg) | Épaulé-jeté (kg) | Total |
| Rang                                | Athlète                   | Groupe | Poids de l’athlète | 1            | 2            | 3            | Résultat     | 1                | 2                | 3                | Résultat         | Total |
| ----------------------------------- | ------------------------- | ------ | ------------------ | ------------ | ------------ | ------------ | ------------ | ---------------- | ---------------- | ---------------- | ---------------- | ----- |
| Médaille d'or, Jeux olympiques      | Sohrab Moradi (IRI)       | A      | 93.64              | 178          | 178          | 182          | 182          | 221              | 234              | 234              | 221              | 403   |
| Médaille d'argent, Jeux olympiques  | Vadzim Straltsou (BLR)    | A      | 93.70              | 175          | 179          | 180          | 175          | 220              | 230              | 230              | 220              | 395   |
| Médaille de bronze, Jeux olympiques | Aurimas Didžbalis (LTU)   | A      | 92.42              | 177          | 177          | 177          | 177          | 210              | 215              | 223              | 215              | 392   |
| 4                                   | Sarat Sumpradit (THA)     | A      | 93.05              | 170          | 175          | 177          | 177          | 205              | 210              | 213              | 213              | 390   |
| 5                                   | Ragab Abdelhay (EGY)      | A      | 93.45              | 165          | 170          | 174          | 174          | 205              | 211              | 213              | 213              | 387   |
| 6                                   | Dmytro Chumak (UKR)       | A      | 93.66              | 174          | 174          | 177          | 174          | 213              | 213              | 220              | 213              | 387   |
| 7                                   | Ali Hashemi (IRI)         | A      | 93.10              | 172          | 173          | 173          | 173          | 210              | 220              | 220              | 210              | 383   |
| 8                                   | Aliaksandr Bersanau (BLR) | A      | 93.57              | 167          | 173          | 177          | 173          | 208              | 214              | 215              | 208              | 381   |
| 9                                   | Volodymyr Hoza (UKR)      | B      | 93.66              | 165          | 170          | 174          | 170          | 195              | 200              | 205              | 205              | 375   |
| 10                                  | Park Han-woong (KOR)      | B      | 92.39              | 160          | 165          | 165          | 165          | 202              | 210              | 210              | 202              | 367   |
| 11                                  | Kendrick Farris (USA)     | B      | 93.24              | 160          | 165          | 165          | 160          | 197              | 201              | 205              | 197              | 357   |
| 12                                  | Kévin Bouly (FRA)         | B      | 93.76              | 145          | 150          | 155          | 155          | 180              | 185              | 190              | 190              | 345   |
| 13                                  | Simplice Ribouem (AUS)    | B      | 93.25              | 145          | 150          | 155          | 155          | 185              | 191              | 191              | 185              | 340   |
| 14                                  | Sonny Webster (GBR)       | B      | 93.58              | 148          | 148          | 151          | 148          | 185              | 190              | 190              | 185              | 333   |
| 15                                  | Cristopher Pavón (HON)    | B      | 93.26              | 140          | 140          | 145          | 145          | 180              | 185              | 185              | 180              | 325   |
| 16                                  | Petit Minkoumba (CMR)     | B      | 91.61              | 140          | 145          | 145          | 140          | 165              | 170              | 170              | 165              | 305   |
| 17                                  | James Adede (KEN)         | B      | 92.89              | 112          | 116          | 123          | 116          | 140              | 146              | 146              | 140              | 256   |
| –                                   | Tanumafili Jungblut (ASA) | B      | 92.91              | 141          | 141          | 141          | –            | –                | –                | –                | –                | DNF   |

Les deux athlètes polonais Adrian et Tomasz Zieliński ne participent pas à la compétition à la suite d'un contrôle antidopage positif.